# Putevi duhana (2018.)
Putevi duhana su bosanskohercegovački dokumentarni film rađen u koprodukciji produkcijskih kuća Scena, Olimp i Kadar. Film je potpomognut sredstvima Fondacije za kinematografiju i Hrvatskog audiovizualnog centra. Redatelj je Mirko Pivčević, dok je scenarij napisao književnik Josip Mlakić.
Film govori o duvandžijama, krijumčarima duhana iz Hercegovine i Središnje Bosne. Osim izjava preživjelih svjedoka film sadrži i igrane scene snimljene na Raduši, Vranu, Čvrsnici i Makljenu.
Premijerno je prikazan 7. travnja 2018. u Uskoplju.